# 古見駅 (愛知県)
古見駅（こみえき）は、愛知県知多市新知森下にある名鉄常滑線の鉄道駅。駅番号はTA13。

## 歴史
- 1912年（明治45年）2月18日 - 愛知電気鉄道の傳馬町駅（後に廃止） - 大野駅（現、大野町駅）間開通とともに開業。
- 1935年（昭和10年）8月1日 - 名岐鉄道への合併により名古屋鉄道が発足したため、同社の駅となる。
- 2005年（平成17年）1月15日 - トランパス対応化工事竣工。駅集中管理システム導入に伴い無人駅化[1]。
- 2011年（平成23年）2月11日 - ICカード乗車券「manaca」供用開始。
- 2012年（平成24年）2月29日 - トランパス供用終了。

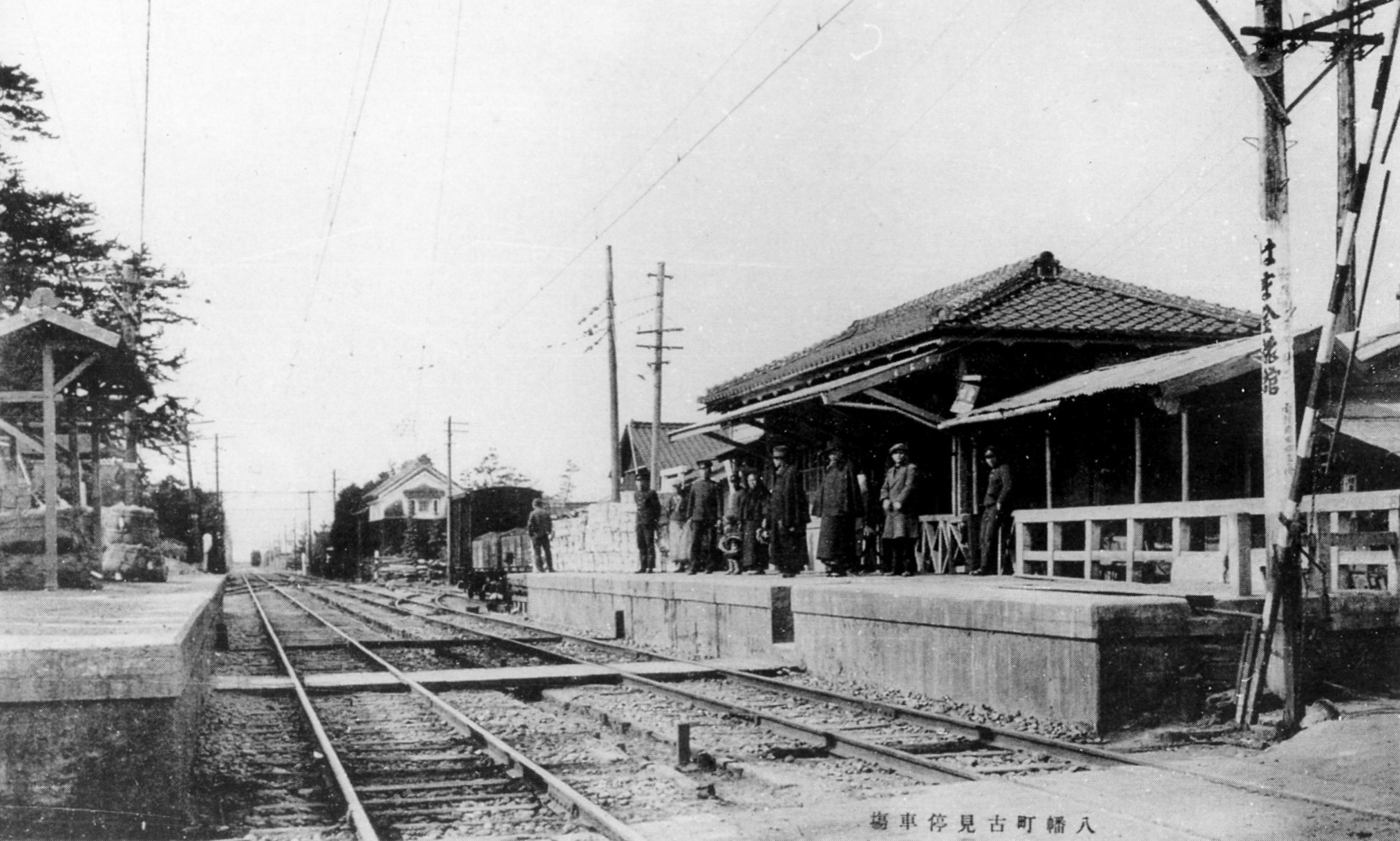
愛電時代の古見駅（1927年）

## 駅構造
6両編成対応の相対式2面2線ホームの地上駅で無人駅。駅集中管理システム（管理駅は太田川駅）が導入されている。
かつては下りホームは4両分の長さしかなかったため、6両編成の場合はドアカットを実施していた。また、はみ出した車両が構内踏切および駅北側の踏切を塞いでしまうため、列車到着後は改札から下りホームへ行くことができなかった。2019年2月26日の知多市議会定例会で行われた宮島壽男市長の施政方針演説において名鉄がホーム延伸事業に着手することが明らかになり、3月7日の同定例会では下りホームを6両編成分に延長するものであることが明らかになった。2019年（令和元年）8月に供用が開始され、ドアカットは解消された。

下りホームの変遷
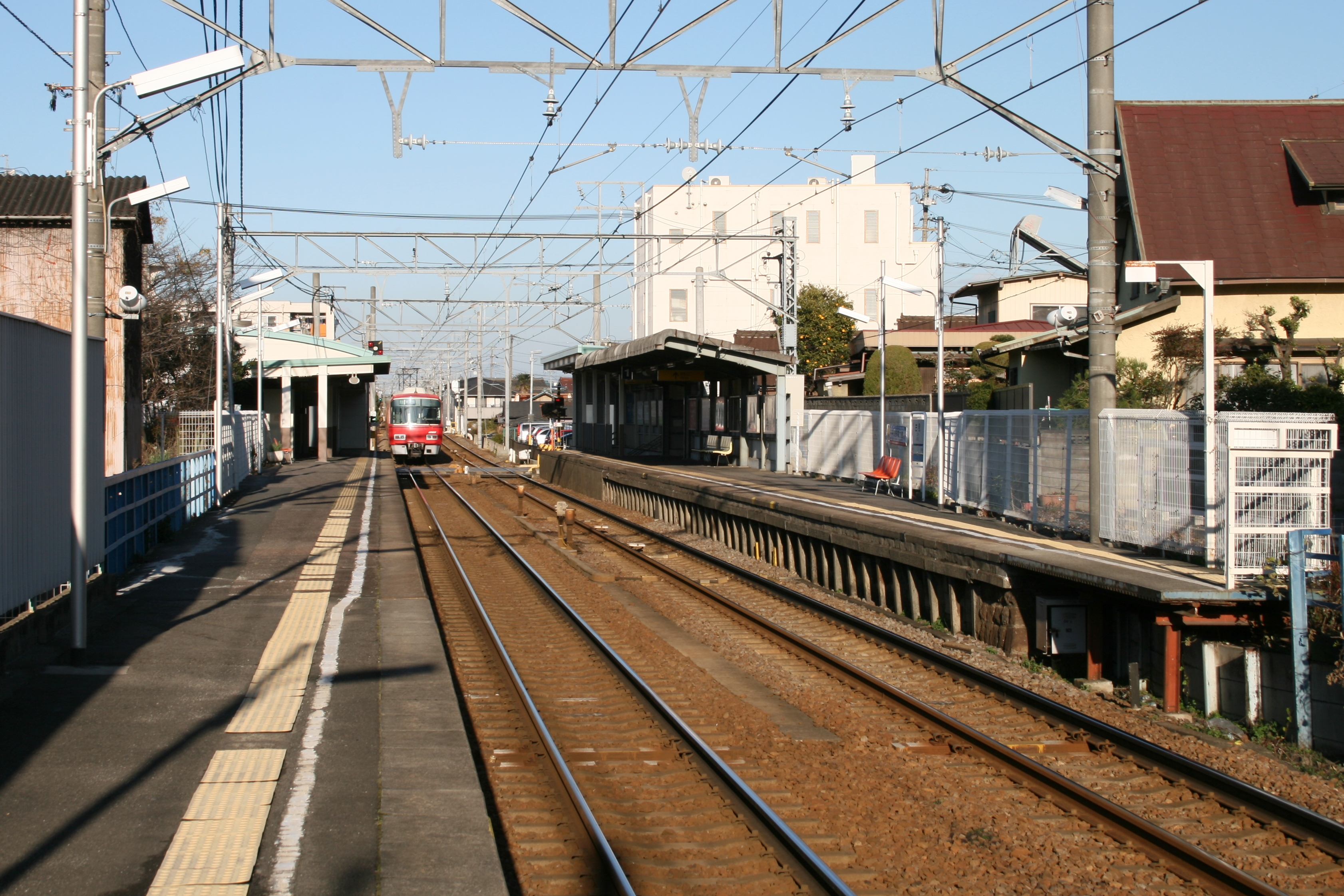
2009年12月。4両ホーム。
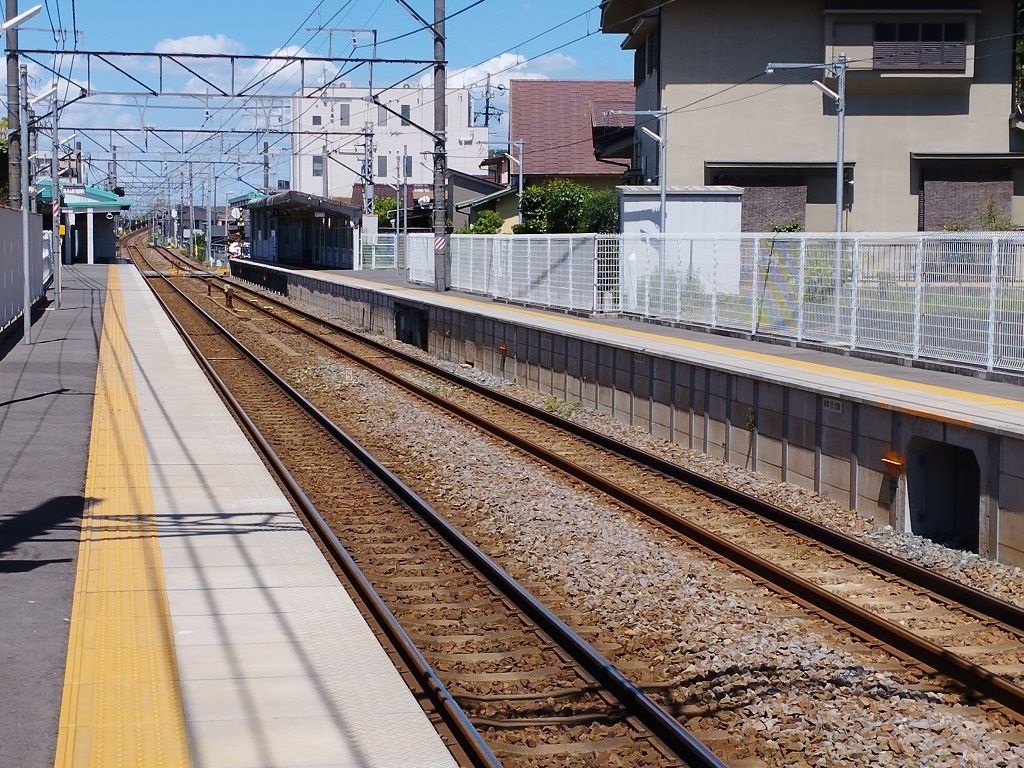
2022年7月。6両対応後。

| 番線 | 路線      | 方向 | 行先                         |
| ---- | --------- | ---- | ---------------------------- |
| 1    | TA 常滑線 | 下り | 中部国際空港方面             |
| 2    | TA 常滑線 | 上り | 太田川・金山・名鉄名古屋方面 |

かつては常滑よりに渡り線があったが現在は撤去されている。また過去には古見を起終点とする列車が設定されており、当駅始発の列車が2000年代前半まで、当駅を終着とする列車が少なくとも1962年（昭和37年）改正ダイヤまで運行されており、当駅止まりの列車の中には太田川から急行に種別変更を行うという列車も存在した。

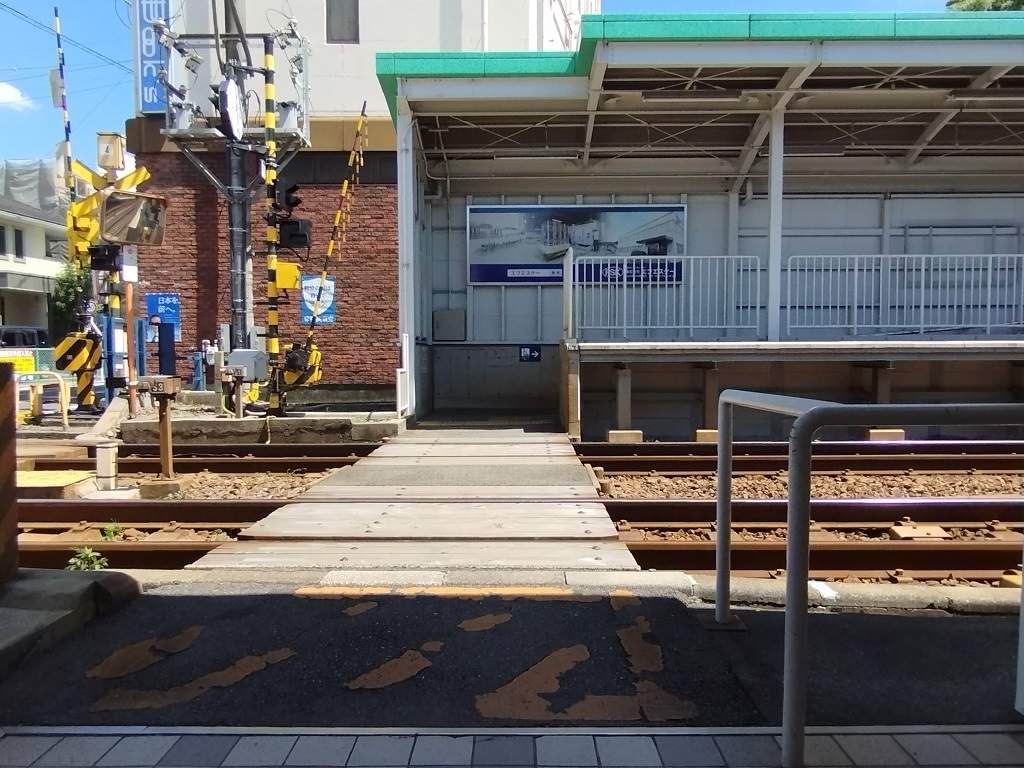
構内踏切
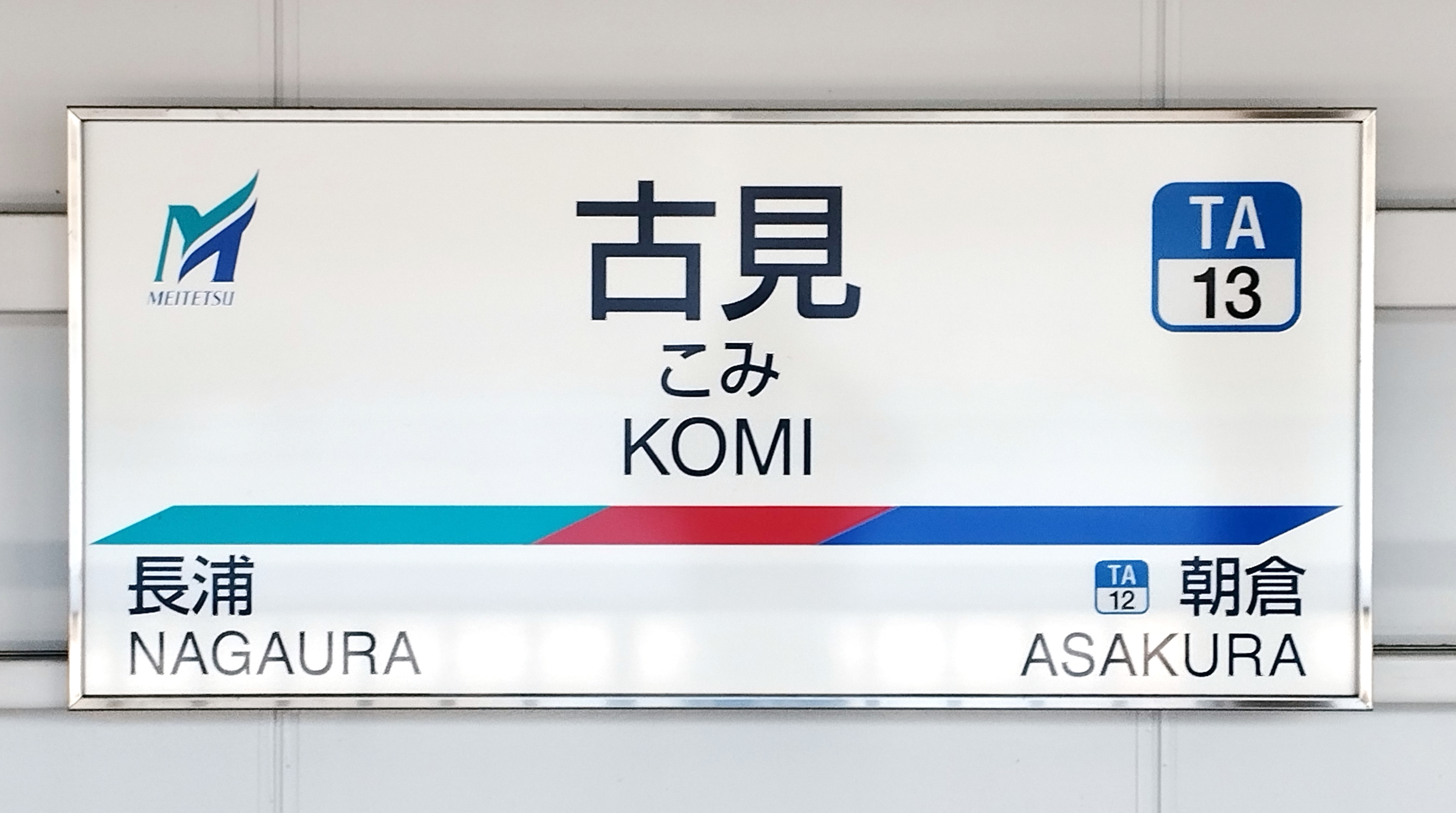
駅名標

### 配線図
| ← 太田川・ 名古屋方面 | 古見駅 構内配線略図 | → 常滑・ 中部国際空港方面 |
| 凡例 出典:            |                     |                           |

## 利用状況
- 『名鉄120年：近20年のあゆみ』によると2013年（平成25年）度当時の1日平均乗降人員は2,753人であり、この値は名鉄全駅（275駅）中152位、常滑線・空港線・築港線（26駅）中17位であった[11]。
- 『名古屋鉄道百年史』によると1992年（平成4年）度当時の1日平均乗降人員は3,293人であり、この値は岐阜市内線均一運賃区間内各駅（岐阜市内線・田神線・美濃町線徹明町駅 - 琴塚駅間）を除く名鉄全駅（342駅）中128位、常滑線・築港線（24駅）中17位であった[12]。

「知多の統計」、「移動等円滑化取組報告書」によると、近年の1日平均乗降人員は下表のとおりである。 
| 年度               | 1日平均 乗降人員 |
| ------------------ | ---------------- |
| 2008年（平成20年） | 2,951            |
| 2009年（平成21年） | 2,927            |
| 2010年（平成22年） | 2,840            |
| 2011年（平成23年） | 2,807            |
| 2012年（平成24年） | 2,723            |
| 2013年（平成25年） | 2,753            |
| 2014年（平成26年） | 2,788            |
| 2015年（平成27年） | 2,890            |
| 2016年（平成28年） | 3,093            |
| 2017年（平成29年） | 3,241            |
| 2018年（平成30年） | 3,383            |
| 2019年（令和元年） | 3,419            |
| 2020年（令和02年） | 2,577            |

## 駅周辺

### 主な施設
- 知多古見郵便局
- 愛知県警知多警察署新知交番
- 知多市立新知小学校
- 知多小嶋記念病院
- LIXIL知多事業所、中部電力知多電力館
- 名古屋港海づり公園（休止中）
- 国道155号（西知多産業道路）
- 名古屋臨海鉄道 知多駅（休止中）

### バス路線
- 知多バス岡田線：東岡田行き
  - 朝倉駅が起点で、朝夕のみ当駅を経由する。かつては、知多半田駅まで運行する便もあった。

## 隣の駅
名古屋鉄道
TA 常滑線
□ミュースカイ・■特急・□快速急行
通過
■急行・■準急
朝倉駅 (TA12) - 古見駅 (TA13) - 新舞子駅 (TA16)
■普通
朝倉駅 (TA12) - 古見駅 (TA13) - 長浦駅 (TA14)